# Into the Twilight
Into the Twilight est un poème symphonique du compositeur britannique Arnold Bax, composé en 1908.

## Contexte
C'est à Donegal, en novembre 1907, qu'Arnold Bax achève une pièce en cinq actes basée sur l'histoire de la légendaire héroïne irlandaise Deirdre. Il prévoyait d'en faire le livret d'un opéra et, au cours des mois qui suivirent, il réalise quelques esquisses pour la musique avant d'abandonner le projet. Peu enclin à gâcher de bonnes idées, il transforme cependant le prologue de l'opéra en une pièce orchestrale indépendante, qu'il intitule Into the Twilight, d'après le poème éponyme de William Butler Yeats. Ce devait être la première d'une trilogie de « tableaux symphoniques », collectivement intitulée Eire, les deux autres étant In the Faery Hills (1909) et Rosc-catha (1910), cette dernière étant également basée sur les esquisses de Deirdre. Le manuscrit de Into the Twilight est préfacé par un poème de William Butler Yeats et, dans une note de programme pour la seule exécution de l'œuvre de son vivant (sous la direction de Thomas Beecham en 1909), Arnold Bax écrit qu'elle « cherche à donner une impression musicale de la quiétude des montagnes occidentales à la fin du crépuscule, et à exprimer quelque chose du sentiment d'intemporalité et de rêve hypnotique qui voile l'Irlande à une telle heure » (« seeks to give a musical impression of the brooding quiet of the Western Mountains at the end of twilight, and to express something of the sense of timelessness and hypnotic dream which veils Ireland at such an hour »). Le thème d'ouverture était presque certainement destiné à représenter Deirdre elle-même dans l'opéra avorté du compositeur, tandis que l'autre thème principal est emprunté à un hommage antérieur à l'Irlande, le « poème orchestral » (« orchestral poem » Cathaleen-ni-Hoolihan.